# Museum of Transport and Technology

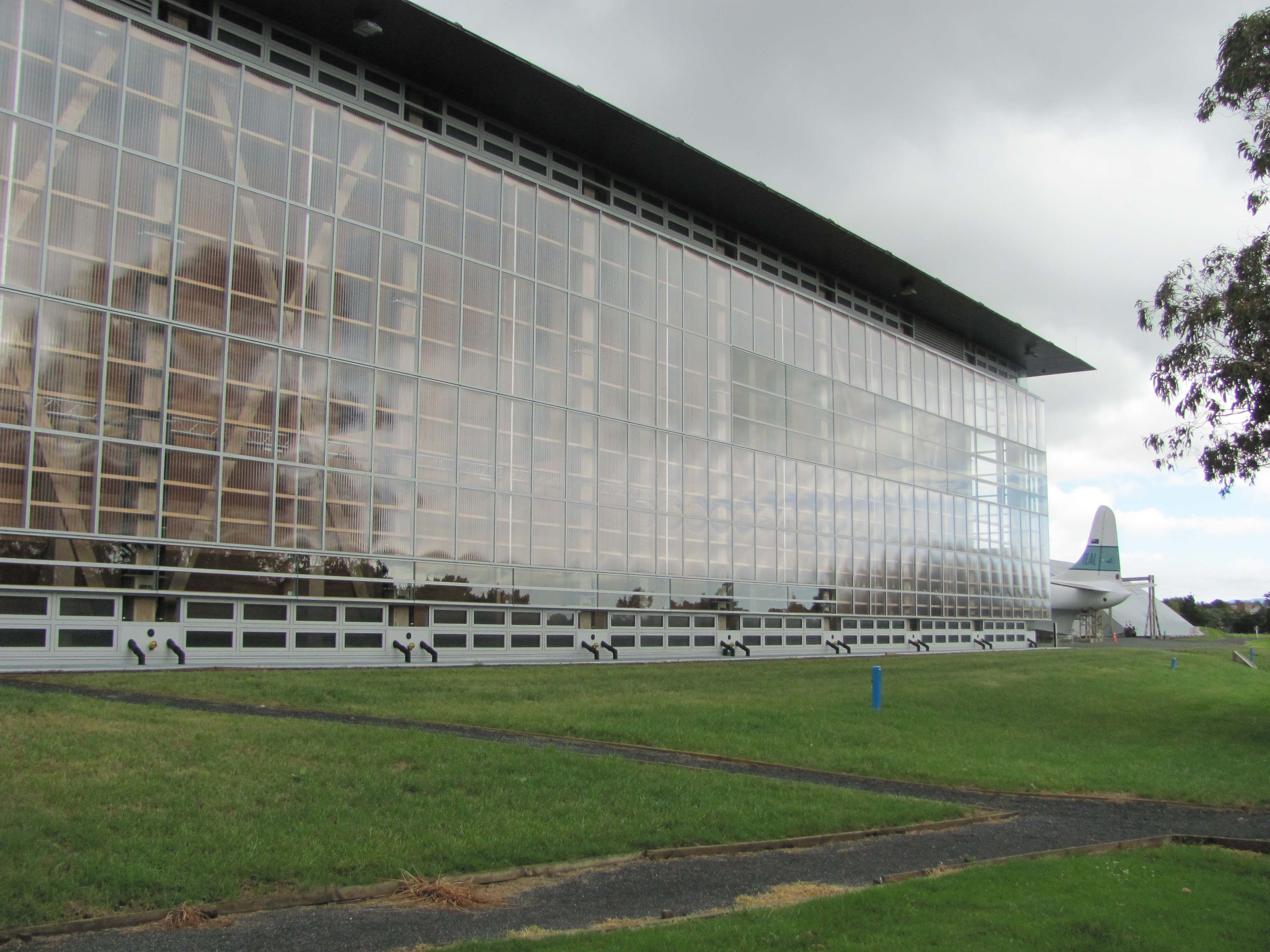
Ausstellungshalle für Flugzeuge auf dem Gelände von MOTAT 2

Das Museum of Transport and Technology (MOTAT) ist ein Technik- und Verkehrsmuseum in Auckland, Neuseeland.

## Geografische Lage
Das Museum liegt im Stadtteil Western Springs und hat zwei Standorte, die mit einer Straßenbahnlinie verbunden sind; diese wird im museumseigenen Verkehr mit historischen Fahrzeugen befahren. In der Nähe befindet sich auch der Auckland Zoo.

## Geschichte

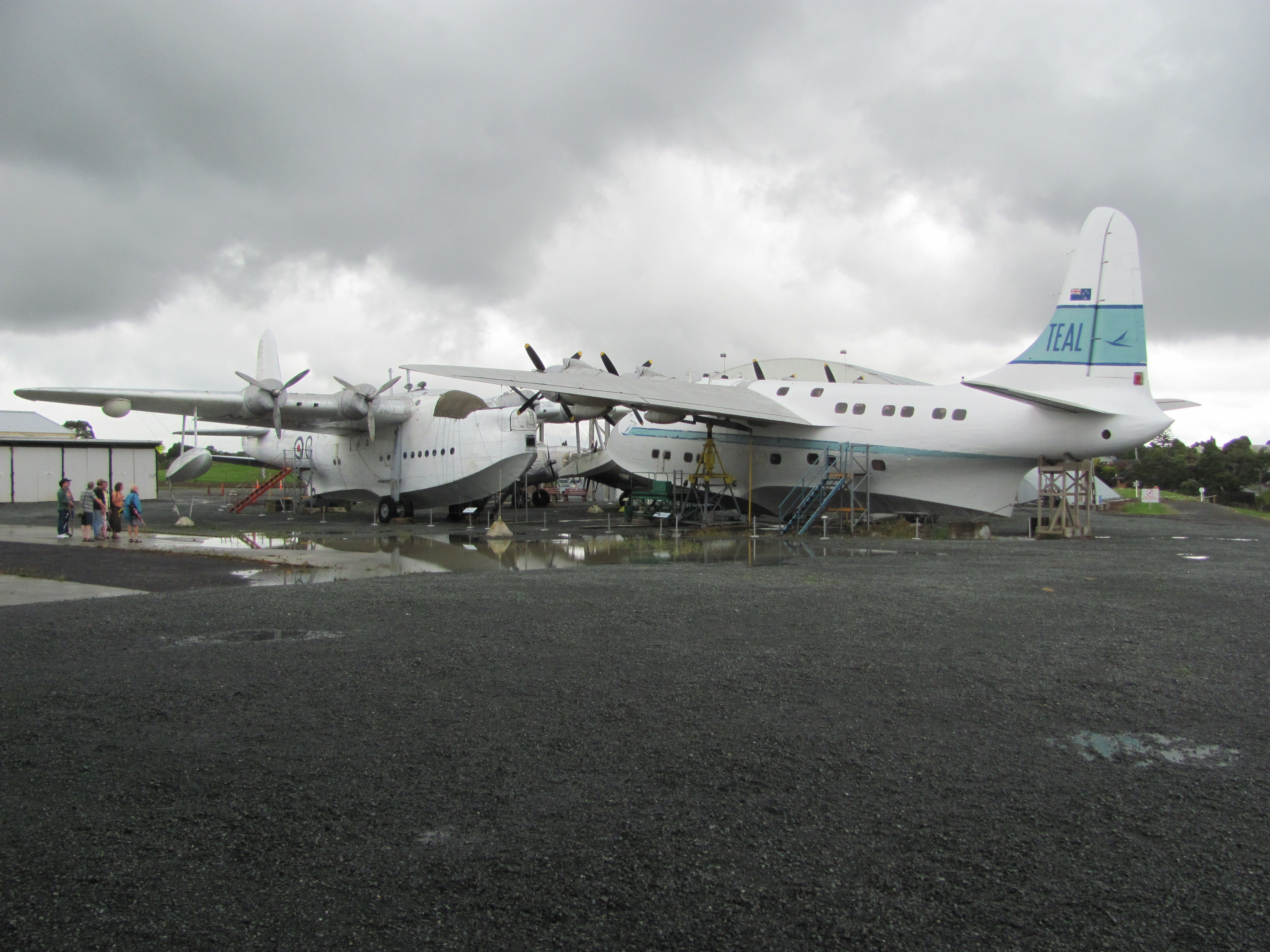
Flugboote im Außengelände

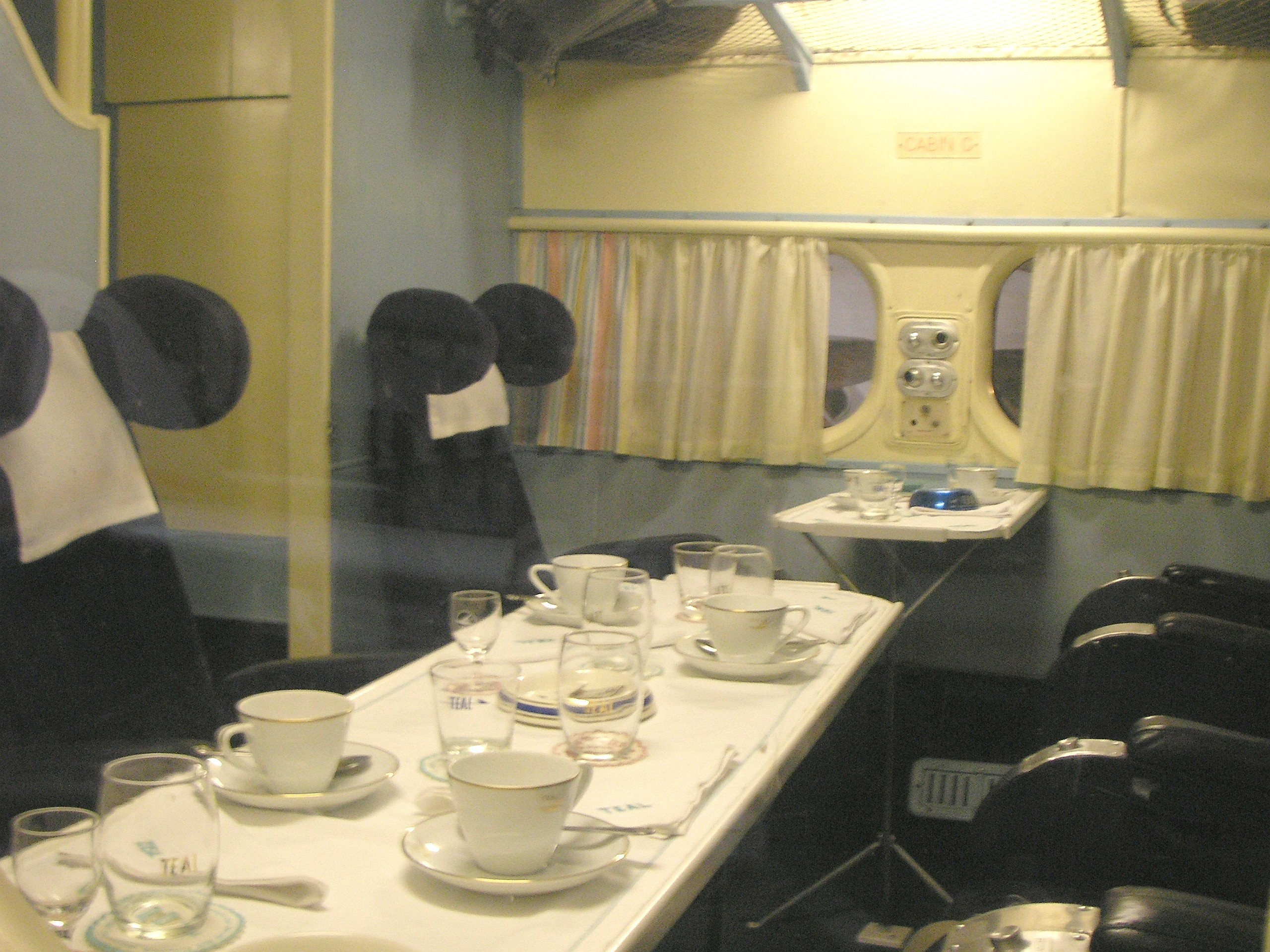
Passagier-Kabine im Short-Solent-Flugboot

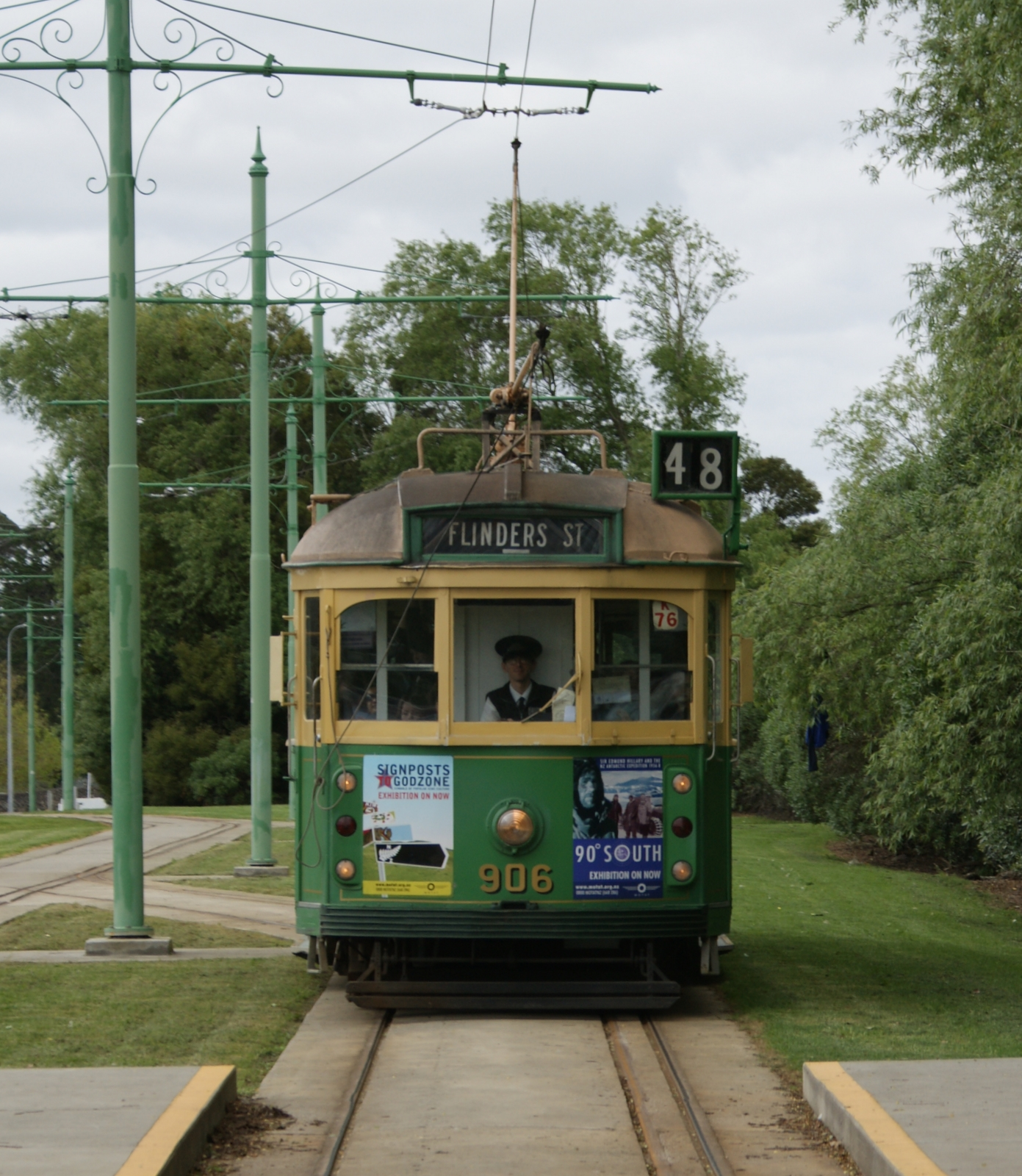
Historische Straßenbahn auf der Strecke zwischen den beiden Standorten von MOTAT

Das MOTAT wurde 1960 durch eine Reihe von Interessenverbänden gegründet, die sich 1957 zusammengefunden hatten und historische Straßenbahnfahrzeuge und Eisenbahnlokomotiven sammelten und erhielten. Das Museum wurde 1964 eröffnet.
Das Museum besitzt Landfahrzeuge  und Flugzeuge, die auch heute noch in hohem Maß von ehrenamtlichen Mitarbeitern betreut werden. Zu den gesammelten Landfahrzeugen zählen Eisenbahnfahrzeuge – darunter 7 Dampflokomotiven –, Straßenbahnen, Traktoren, Kutschen, ca. 100 Kraftfahrzeuge, Motorräder, Lastwagen, Polizei- und Feuerwehrfahrzeuge, elektrische Geräte und Ausstellungsstücke zur Raumfahrt. Bis 2011 war die historische Fahrzeugsammlung der Polizei von Neuseeland im Museum untergebracht.

## Organisation
Die Arbeit des Museums beruht auf dem Museum of Transport and Technology Act aus dem Jahr 2000. Dieser stellte unter anderem die Finanzierung der haupt- und ehrenamtlichen Mitarbeiter sicher.

## Standorte

### MOTAT 1 - Great North Road
MOTAT 1 entstand auf dem Gelände der Dampfpumpen, die vor 1928 den Druck für die Wasserversorgung von Auckland erzeugten. Das Pumpenhaus und seine Einrichtung von 1877 sind als Ausstellungsobjekt des Museums erhalten. Es wurde 2002 renoviert und gegen Erdbeben verstärkt. Die Dampfmaschine konnte 2007 nach 79 Jahren erstmals aus eigener Kraft wieder in Betrieb gesetzt werden. Weitere historische betriebsfähige Dampfmaschinen befinden sich in der Sammlung. Aktuell wird die große Pumpe im Pump House restauriert. 
An Fahrzeugen ausgestellt sind unter anderem
- Einer der ersten Trekka, ein Geländewagen, der von 1966 bis 1973 in Neuseeland produziert wurde. Er basierte mit dem Motor und Getriebe auf dem alten Škoda Octavia Kombi aus den 1960er Jahren.
- Ein Traktor von Massey Ferguson, den Edmund Hillary bei der Commonwealth Trans-Antarctic Expedition zum Südpol 1958 nutzte

An diesem Standort gibt es 9 einzelne Gebäude. Darunter befinden sich die Walsh Memorial Library, ein Pumphaus, Autoausstellungen, Telekommunikationsausstellungen, die Straßenbahnsammlung und das Innovation Hub. 

### MOTAT 2 – Motions Road / Meola Road
Der zweite Standort von MOTAT beherbergt vor allem die Luftfahrzeugsammlung. Außerdem befindet sich auf dem Gelände eine einige hundert Meter lange Eisenbahnstrecke, die mit historischen Zügen, die mit Dampflokomotiven bespannt sind, befahren wird. Auf dem Freigelände sind historische Gebäude aus der Kolonialzeit aufgebaut und zu einer Dorfstraße zusammengestellt.
Für die Luftfahrzeugsammlung, die Sir Keith Park Memorial Aviation Collection, wurde am 9. September 2011 eine neue Ausstellungshalle für 16,6 Mio. NZ$ eröffnet. Sie ist zugleich Gedenkstätte für die im Zweiten Weltkrieg im Luftkrieg gefallenen neuseeländischen Soldaten. Außerdem sind auf dem Gelände historische Militärfahrzeuge untergebracht. Hier werden unter anderem Flugzeuge des neuseeländischen Herstellers De Havalland gezeigt. Zum Teil außerhalb der Halle sind auf dem Freigelände Flugboote von  Pan American World Airways, den Imperial Airways und Tasman Empire Airways Limited (TEAL) ausgestellt, die für die Halle zu groß sind. Wichtig sind auch die Ausstellungsstücke zu den Flugmaschinen von Richard Pearse, der für sich reklamierte schon vor den Brüdern Wright geflogen zu sein, zu Charles Kingsford Smith und Jean Batten, frühen Flugpionieren, und ihren Flugzeugen.
Auf der Eisenbahnstrecke werden Betriebseinrichtungen und Fahrzeuge der früheren New Zealand Government Railways gezeigt.

## Straßenbahn
| \| \| \| MOTAT 2 \| \| \| \| \| Zoo \| \| \| \| \| Western Springs Park \| \| \| \| \| MOTAT 1 / Great North Road Site \| \| \| \| \| \| \| \| \| \| MOTAT 1 \| \| \| \| \| \| \| |  |                                 |                                 |
| U-Bahn-Kopfbahnhof Streckenanfang |  | MOTAT 2                         | MOTAT 2                         |
| U-Bahn-Haltepunkt / Haltestelle |  | Zoo                             | Zoo                             |
| U-Bahn-Haltepunkt / Haltestelle |  | Western Springs Park            | Western Springs Park            |
| U-Bahn-Haltepunkt / Haltestelle |  | MOTAT 1 / Great North Road Site | MOTAT 1 / Great North Road Site |
| U-Bahn-Strecke von links · U-Bahn-Abzweig geradeaus und nach rechts |  |                                 |                                 |
| U-Bahn-Haltepunkt / Haltestelle · U-Bahn-Strecke |  | MOTAT 1                         | MOTAT 1                         |
| U-Bahn-Strecke nach links · U-Bahn-Strecke nach rechts |  |                                 |                                 |

Die beiden Ausstellungsflächen des MOTAT sind mit einer Straßenbahnlinie verbunden, auf der zu den Öffnungszeiten des Museums historische Fahrzeuge aus der Sammlung verkehren, um die Besucher zwischen den Standorten zu transportieren. Die Strecke entstand in mehreren Bauabschnitten: Zunächst wurden 1967 auf dem Gelände von MOTAT 1 Gleise verlegt. 1980 wurden die Gleise außerhalb des Ausstellungsgeländes entlang der Great North Road verlegt und 1981 bis zur Haltestelle „Zoo“ verlängert. 2006 folgte dann die Verlängerung bis zum Ausstellungsgelände MOTAT 2, die 2007 in Betrieb ging. Die Strecke ist mit Dreischienengleis verlegt, so dass Bahnen mit den Spurweiten 1.220 mm und Normalspur (4 ft und 4 ft 81⁄2 Zoll) hier verkehren können. Die Straßenbahnen fahren während der Öffnungszeiten im 15-Minuten-Takt.
Die Straßenbahnsammlung umfasst 20 Fahrzeuge, elektrische Straßenbahnen, Dampfstraßenbahnen und Kabelbahnen, von denen viele einsatzbereit sind. Die Fahrzeuge stammen aus den ehemaligen Straßenbahnbetrieben von Auckland, Wellington, Wanganui, Dunedin und aus Melbourne und Sydney in Australien.